# Carnotaurus
Carnotaurus (phát âm tiếng Anh: /ˌkɑːrnoʊˈtɔːrəs/) là một chi khủng long chân thú (Theropoda) lớn sống ở Nam Mỹ vào cuối kỷ Creta, trong khoảng từ 72 tới 69,9 triệu năm trước. Loài duy nhất đã biết là Carnotaurus sastrei. Được biết đến từ một bộ xương duy nhất được bảo quản tốt, nó là một trong những loài khủng long chân thú được biết đến nhiều nhất từ Nam bán cầu. Bộ xương, được tìm thấy vào năm 1984 trong tỉnh Chubut, Argentina. Tên chi này có nguồn gốc từ tiếng Latin, carno [carnis] ("thịt") và taurus ("bò"), tên gọi Carnotaurus có nghĩa là "con bò ăn thịt", đề cập tới cặp sừng giống sừng bò của nó. Carnotaurus là một thành viên của họ Abelisauridae, một nhóm khủng long chân thú lớn chiếm phần lớn hệ sinh thái ăn thịt tại vùng đất phía nam lục địa Gondwana vào cuối kỷ Creta. Quan hệ phát sinh chủng loài của Carnotaurus không rõ ràng; nó có thể có quan hệ họ hàng gần với hoặc Majungasaurus hoặc Aucasaurus.
Carnotaurus là động vật ăn thịt đi bằng hai chân, kết cấu cơ thể nhẹ, dài 8 đến 9 m (26 đến 30 ft) và nặng ít nhất 1,35 tấn (1,33 tấn Anh; 1,49 tấn Mỹ). So với các khủng long chân thú khác, Carnotaurus chuyên biệt hóa cao và khác biệt. Nó có sừng dày trên mắt, một đặc điểm không được tìm thấy ở các chi khủng long ăn thịt khác, một cái đầu dẹp bền ngang và một cái cổ khỏe. Carnotaurus có chi trước nhỏ, thoái hóa còn chi sau dài và mảnh.
Những cái sừng đặc biệt này và cái cổ đầy cơ bắp có thể được sử dụng để chiến đấu với các đối thủ cùng loài. Thói quen ăn uống của Carnotaurus vẫn chưa rõ ràng: một số nghiên cứu cho thấy con vật này có thể săn lùng con mồi rất lớn như khủng long chân thằn lằn (Sauropoda), trong khi các nghiên cứu khác cho thấy nó săn chủ yếu các động vật tương đối nhỏ. Carnotaurus đã thích nghi để chạy và có thể là một trong những khủng long chân thú lớn chạy nhanh nhất.

## Mô tả

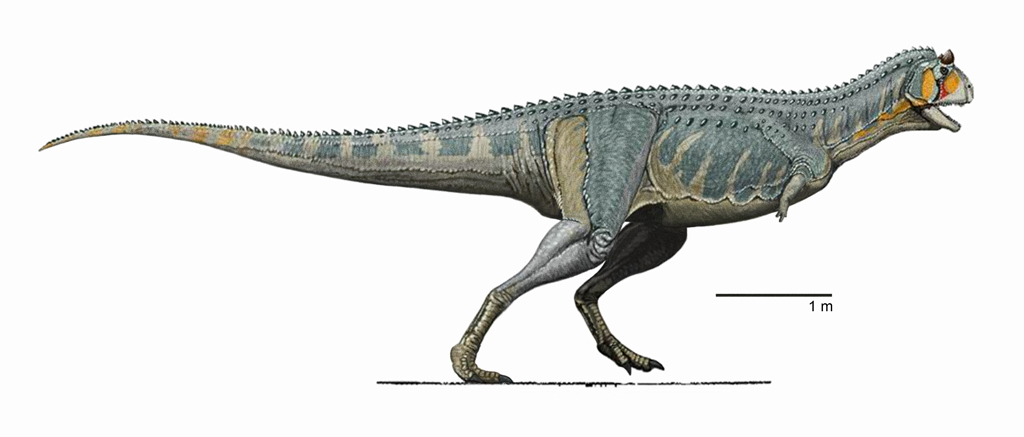
Phục dựng

Carnotaurus là một động vật ăn thịt lớn nhưng kết cấu nhẹ. Cá thể duy nhất được biết đến dài khoảng 8 đến 9 mét (26 đến 30 ft),  khiến Carnotaurus trở thành một trong những chi abelisauridae lớn nhất. Chỉ có Ekrixinatosaurus và có thể cả Abelisaurus có thể sánh ngang hoặc lớn hơn về kích thước, mặc dù vẫn còn chưa đầy đủ hóa thạch của các chi này làm việc ước tính kích thước không chính xác. Khối lượng của nó được ước tính là 1,350 kg (0,001329 tấn Anh; 0,001488 tấn Mỹ), 1,500 kg (0,001476 tấn Anh; 0,001653 tấn Mỹ) và 2,102 kg (0,002069 tấn Anh; 0,002317 tấn Mỹ) trong các nghiên cứu độc lập dùng các công thức tính khác nhau. Hai khung xương chậu và xương chân sau dài và thon. Xương đùi trái của cá thể này dài tới 103 cm, nhưng chỉ có đường kính trung bình là 11 cm.

## Phân loại
Carnotaurus là một trong những chi được biết đến nhiều nhất của họ Abelisauridae, một họ khủng long lớn ở miền nam siêu lục địa cổ đại Gondwana. Họ Abelisauridae là những kẻ săn mồi thống lĩnh vào cuối kỷ Creta của Gondwana thay thế cho Carcharodontosauridae và chiếm hệ sinh thái phía nam trong khi Tyrannosauridae chiếm phía bắc. Một số đặc điểm đáng chú ý phát triển trong họ này, bao gồm hộp sọ và cánh tay ngắn, cũng như sự dị biệt của đốt xương cổ và đuôi, rõ rệt trong Carnotaurus hơn bất kỳ loài Abelisauridae nào khác.
Họ hàng gần nhất của nó có thể là Aucasaurus hay Majungasaurus; sự mơ hồ này phần lớn là do sự bất toàn tài liệu hộp sọ của Aucasaurus. Một nghiên cứu gần đây cho thấy rằng Carnotaurus không có quan hệ họ hàng gần với Aucasaurus hay Majungasaurus, và thay vào đó đề xuất Ilokelesia như một đơn vị phân loại chị em.
Carnotaurus là tên để sinh ra tên gọi cho hai phân nhóm của họ Abelisauridae: Carnotaurinae và Carnotaurini. Không phải nhà cổ sinh vật học nào cũng chấp nhận hai nhóm này. Carnotaurinae được định nghĩa là bao gồm tất cả các loài trong họ Abelisauridae ngoại trừ Abelisaurus, được coi là một thành viên cơ sở của họ Abelisauridae trong hầu hết các nghiên cứu. Carnotaurini được đề xuất để đặt tên cho một nhánh bao gồm Carnotaurus và Aucasaurus; chỉ có những nhà khảo cổ học nào xem Aucasaurus là họ hàng gần nhất của Carnotaurus mới sử dụng nhóm này.

## Phát hiện

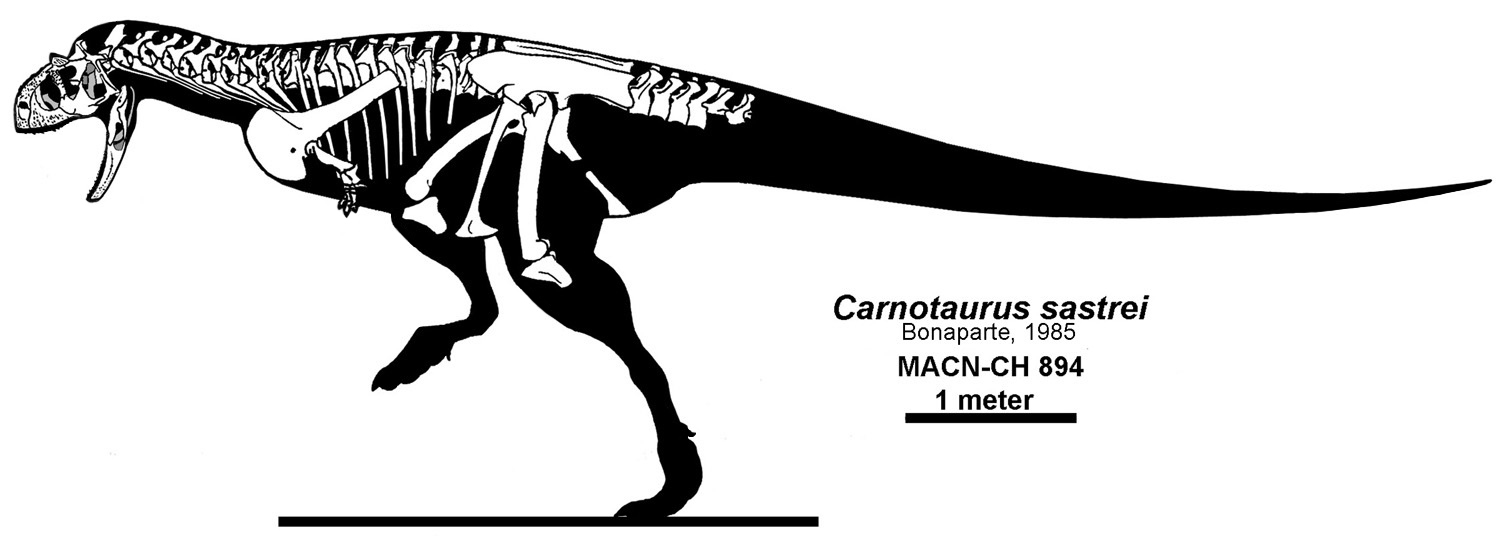
Minh họa các phần đã biết của Carnotaurus.

Chỉ một bộ xương (mẫu gốc MACN-CH 894) được khai quật năm 1984 trong một cuộc nghiên cứu do nhà cổ sinh vật học người Argentinia José Bonaparte dẫn đầu. Lần nghiên cứu này cũng phát hiện một chi Sauropoda lùn là Amargasaurus. Đây là cuộc nghiên cứu thứ tám của dự án "Jurassic and Cretaceous Terrestrial Vertebrates of South America" (Động vật có xương sống trên cạn của Nam Mỹ kỷ Jura và Creta), dự án bắt đầu từ 1976 và được Hội địa lý Quốc gia Hoa Kỳ tài trợ. Bộ xương được bảo quản tốt và vẫn còn khớp xương, khoảng hai phần ba đoạn sau của đuôi, một phần chi sau, và bàn chân sau bị thời tiết phá hủy. Trong quá trình hóa thạch, hộp sọ và đặc biệt phần mõm bị vỡ, trong khi mảnh trước hàm bị đẩy lên phần xương mũi. Kết quả là độ cong hàm trên bị phóng đại quá mức. Bộ xương thuộc về một cá thể trưởng thành, sự hợp nhất khớp xương sọ chỉ ra điều này.